# Arnie Herber
Arnold Charles Herber, detto Arnie (Green Bay, 2 aprile 1910 – Green Bay, 14 ottobre 1969), è stato un giocatore di football americano statunitense che ha giocato nel ruolo di quarterback nella National Football League (NFL) per i Green Bay Packers e i New York Giants. È stato inserito nella Pro Football Hall of Fame nel 1966.

## Carriera professionistica

### Green Bay Packers
Green Bay aveva concluso la stagione precedente l'arrivo di Herber con un record da imbattuti di 12-0-1 vincendo il titolo NFL. Nel suo primo anno, il 1930, i Packers continuarono i loro successi, con Herber che giocava come tailback nella famosa formazione nota come Notre Dame Box. Nel 1931, con Herber che lanciò più del normale in un'era di grandi halfback come Johnny "Blood" McNally, i Packers iniziarono la stagione vincendo le prime nove gare, conquistando il terzo titolo consecutivo. Nessuna altra squadra nella storia della NFL, tranne gli stessi Packers negli anni sessanta, ha mai vinto tre campionati di fila.
La NFL non tenne traccia delle statistiche sui passaggi fino 1932 e in quella stagione, Herber terminò come miglior passatore della lega con 639 yard e 9 touchdown. Vinse nuovamente il titolo dei passaggi nei 1933 con 799 yard e 8 touchdown. Herber raggiunse il suo picco come professionista nel 1935 con l'arrivo di Don Hutson. Hutson, il primo vero wide receiver della lega, cambiò il giocò del football con le sue movenze aggraziate, le sue traiettorie precise e le sue mani superbe. Herber, che amava i lunghi passaggi, si adattò perfettamente al talento di Hutson. La prima ricezione di Hutson nella NFL fu un passaggio da 83 yard in touchdown da Herber nella prima giocare della partita in cui i Packers batterono i Chicago Bears 7-0. Nel 1936, Herber e Hutson riscrissero (temporaneamente) il record di passaggi fatti/ricevuti. Herber passò un primato di 177 passaggi per un record di 1 239 yard e 11 touchdown. Hutson stabilì i nuovi primati con 34 ricezioni, 526 yard ricevute e 8 touchdown, tutti cifre che avrebbe riscritto a breve. Green Bay terminò la stagione con un record di 10-1-1 arrivando fino alla finale del campionato, vinto 21-6 sui Boston Redskins. In quella gara, Green Bay passò 153 yard e Herber lanciò due touchdown, uno per Hutson.
Dividendo il ruolo con Cecil Isbell, un altro grande passatore, Herber guidò i Packers ad altre due finali nel 1938 e 1939. In quella del 1938, Green Bay perse coi New York Giants 23-17 malgrado un altro passaggio da touchdown di Herber. Nella finale del 1939, Green Bay vendicò la sconfitta battendo 27-0 i Giants. Herber in quella gara passò un touchdown. Nel 1940, Isbell iniziò a giocare più di Arnie, così Herber si ritirò dopo 11 stagioni con Green Bay.

### New York Giants
Herber tornò nella NFL nel 1944, rispondendo alla chiamata dei New York Giants. Herber lanciò poco ma con efficienza, per 651 yard e 6 touchdown. Come spesso capitava alle squadre guidate da Herber, i Giants vinsero la loro conference giungendo in finale. La vecchia squadra di Herber, i Packers, tra le cui file militiva ancora Don Hutson, batterono i Giants 14-7. Nel 1945, Herber disputò un'altra dimenticabile stagione coi Giants prima di ritirarsi definitivamente.

## Palmarès

### Franchigia
- Campionati NFL: 4

Green Bay Packers: 1930, 1931, 1936, 1939

### Individuale
- Convocazioni al Pro Bowl : 1

1939
- All-Pro: 3

1932, 1935, 1936
- Leader della NFL in passaggi da touchdown: 3

1932, 1934, 1936
- Formazione ideale della NFL degli anni 1930
- Pro Football Hall of Fame (classe del 1966)

## Statistiche
|                |         |     |    | Passaggi | Passaggi | Passaggi | Passaggi | Passaggi | Passaggi | Passaggi | Passaggi | Corse | Corse | Corse | Corse | Fumble | Fumble |
| Anno           | Squadra | P   | PT | Comp     | Ten      | %        | Yard     | Media    | Td       | Int      | Rat      | Ten   | Yard  | Media | Td    | Fum    | Persi  |
| -------------- | ------- | --- | -- | -------- | -------- | -------- | -------- | -------- | -------- | -------- | -------- | ----- | ----- | ----- | ----- | ------ | ------ |
| 1930           | GNB     | 10  | -  | -        | -        | -        | -        | -        | 3        | -        | -        | -     | -     | -     | -     | -      | 1      |
| 1931           | GNB     | 3   | -  | -        | -        | -        | -        | -        | -        | -        | -        | -     | -     | -     | 1     | -      | 1      |
| 1932           | GNB     | 14  | -  | 37       | 101      | 36,6     | 639      | 6,33     | 9        | 9        | 51,5     | 64    | 149   | 2,3   | 1     | 0      | 2      |
| 1933           | GNB     | 11  | -  | 50       | 124      | 40,3     | 656      | 5,29     | 3        | 12       | 26,2     | 62    | 77    | 1,2   | 0     | 0      | 0      |
| 1934           | GNB     | 11  | -  | 42       | 115      | 36,5     | 799      | 6,95     | 8        | 12       | 45,1     | 37    | 33    | 0,9   | 0     | 0      | 0      |
| 1935           | GNB     | 11  | -  | 48       | 109      | 36,7     | 729      | 6,69     | 8        | 14       | 45,4     | 19    | 0     | 0,0   | 0     | 0      | 0      |
| 1936           | GNB     | 12  | -  | 77       | 173      | 44,5     | 1 239    | 7,16     | 11       | 13       | 58,9     | 20    | -32   | -1,6  | 0     | 0      | 0      |
| 1937           | GNB     | 9   | -  | 47       | 104      | 45,2     | 684      | 6,58     | 7        | 10       | 50,0     | 5     | 9     | 1,8   | 0     | 0      | 0      |
| 1938           | GNB     | 8   | -  | 22       | 55       | 40,0     | 336      | 6,11     | 3        | 4        | 48,8     | 6     | -1    | -0,2  | 0     | 0      | 2      |
| 1939           | GNB     | 10  | -  | 57       | 139      | 41,0     | 1 107    | 7,96     | 8        | 9        | 61,6     | 18    | -11   | -0,6  | 0     | 0      | 1      |
| 1940           | GNB     | 10  | -  | 38       | 89       | 42,7     | 560      | 6,29     | 6        | 7        | 53,6     | 6     | -23   | -3,8  | 0     | 0      | 0      |
| 1944           | NYG     | 10  | -  | 36       | 86       | 41,9     | 651      | 7,57     | 6        | 8        | 53,0     | 7     | -58   | -8,3  | 0     | 0      | 0      |
| 1945           | NYG     | 10  | -  | 35       | 80       | 43,8     | 641      | 8,01     | 9        | 8        | 69,8     | 6     | -27   | -4,5  | 0     | 3      | 0      |
| Totale         | Totale  | 129 | -  | 481      | 1 175    | 40,9     | 8 041    | 6.84     | 81       | 106      | 50,1     | 250   | 116   | 0,5   | 2     | 3      | 7      |
| Fonte: NFL.com |         |     |    |          |          |          |          |          |          |          |          |       |       |       |       |        |        |